# Aja (음반)
| 전문가 평가                   | 전문가 평가 |
| 평가 점수                     | 평가 점수   |
| 출처                          | 점수        |
| ----------------------------- | ----------- |
| AllMusic                      | [ 1 ]       |
| Chicago Tribune               | [ 2 ]       |
| Christgau's Record Guide      | B+          |
| Encyclopedia of Popular Music | [ 4 ]       |
| MusicHound Rock               | 4.5/5       |
| Pitchfork                     | 10/10       |
| Q                             | [ 7 ]       |
| Rolling Stone                 | [ 8 ]       |
| The Rolling Stone Album Guide | [ 9 ]       |
| Tom Hull – on the Web         | A−          |

《Aja》(/ˈeɪʒə/)는 미국의 재즈 록 밴드 스틸리 댄의 여섯 번째 스튜디오 음반이다. 1977년 9월 23일 ABC 레코드에 의해 발매되었다. 거의 40명의 음악가들과 함께 녹음하면서 밴드 리더인 도널드 페이건과 월터 베커는 스틸리 댄을 더 나아가 세션 연주자의 다양한 조합을 실험하는 동시에 음반을 위한 더 길고 더 정교한 작곡과 편곡을 추구하게 했다.
이 음반은 빌보드 200 차트에서 3위, 영국 음반 차트에서 5위로 정점을 찍었고, 궁극적으로 스틸리 댄의 가장 상업적으로 성공한 LP가 되었다. 〈Peg〉, 〈Deacon Blues〉, 〈Josie〉 등 다수의 히트 싱글을 발매했다.
1978년 7월, 《Aja》는 그래미 어워드 비클래식 부문 최우수 엔지니어링 음반상을 수상했고, 그래미 어워드 올해의 음반상과 보컬과 함께 듀오 또는 그룹에 의한 최우수 팝 퍼포먼스상 후보에 올랐다. 그 이후로 이 음반은 비평가들과 오디오 애호가들이 음반의 높은 제작 기준에 박수를 치며 최고의 음반의 프로 순위에 자주 등장했다. 2010년, 미국 의회도서관은 "문화적, 역사적, 예술적으로 중요하다"는 이유로 이 음반을 내셔널 레코딩 레지스트리에 보존하기 위해 선정했다.

## 녹음
이 음반은 스틸리 댄의 오랜 프로듀서 게리 캐츠가 프로듀싱했으며 여러 주요 세션 음악가들이 참여했다. 8분 길이의 타이틀곡은 재즈 기반의 코드 진행과 색소폰 연주자 웨인 쇼터의 솔로가 특징이다. 베커는 〈Black Cow〉나 〈Peg〉에서 공연하지 않았다.

## 제목 및 커버 아트
이 음반의 제목은 Asia(아시아)처럼 발음된다. 도널드 페이건은 이 음의 이름이 고등학교 친구의 남동생과 결혼한 한 한국 여성의 이름을 따서 지어졌다고 말했다. 후지이 히데키의 커버 사진에는 일본의 모델 겸 배우 야마구치 사요코가 그려져 있으며 패트리샤 미츠이와 제프 웨스턴이 디자인했다. 내부 사진은 월터 베커와 도로시 A. 화이트가 찍었다.

## 마케팅 및 판매
《Aja》는 1977년 9월 23일 ABC 레코드에 의해 발매되었다. 방출의 예상에 캐츠는 상대적으로 사적인 페이건과 베커에게 그들의 감독으로서 그의 봉사를 위한 어빙 아조프와의 만남을 포함하여 그들의 대중적인 명성을 높이도록 촉구하였다. 페이건은 당시 "우리는 감독 없이 행복하게 인생을 보낼 준비가 되어 있었다"고 말했다.
1977년 12월 《롤링 스톤》의 카메론 크로우에 따르면, 아조프가 음반 가게와 연결되고 음반이 할인된 가격에 제공되면서, 《Aja》는 "시즌의 가장 핫한 음반 중 하나이자 스틸리 댄의 가장 빠른 판매"가 되었다. 발매 3주 만에 이 음반은 빌보드 200에서 5위에 올랐고, 결국 3위로 정점을 찍으며 이 차트에서 밴드의 가장 높은 정점을 찍은 음반이 되었다. 영국 음반 차트에서도 5위에 올랐다. 《빌보드》에 따르면, 이 음반은 이 밴드의 가장 큰 히트곡이 되었고 플래티넘 인증을 받은 최초의 음반 중 하나가 되었다.
DTS가 5.1 버전을 만들려고 시도했을 때, 〈Black Cow〉와 타이틀곡의 멀티트랙 마스터가 누락된 것이 발견되었다. 같은 이유로, 멀티채널 SACD 버전은 유니버설 뮤직에 의해 취소되었다. 도널드 페이건은 실종된 주인이나 그들의 회복에 도움이 되는 정보에 대한 보상을 제공했다.

## 곡 목록
모든 곡들은 월터 베커와 도널드 페이건에 의해 작사/작곡하였다.
| #  | 제목             | 재생 시간 |
| -- | ---------------- | --------- |
| 1. | 〈Black Cow〉    | 5:10      |
| 2. | 〈Aja〉          | 7:57      |
| 3. | 〈Deacon Blues〉 | 7:33      |

| #  | 제목               | 재생 시간 |
| -- | ------------------ | --------- |
| 1. | 〈Peg〉            | 3:58      |
| 2. | 〈Home at Last〉   | 5:34      |
| 3. | 〈I Got the News〉 | 5:06      |
| 4. | 〈Josie〉          | 4:33      |

## 인증
| 국가                                                            | 인증        | 판매량/출하량 |
| --------------------------------------------------------------- | ----------- | ------------- |
| 캐나다 (뮤직 캐나다)                                            | 2× 플래티넘 | 200,000^      |
| 영국 (BPI)                                                      | 골드        | 100,000       |
| 미국 (RIAA)                                                     | 2× 플래티넘 | 2,000,000^    |
| ^출하량을 기반으로 한 인증 · 판매량+스트리밍을 기반으로 한 인증 |             |               |